# 14e cérémonie des Black Reel Awards
La 14e cérémonie des Black Reel Awards (BR Awards), décernés par le Foundation for the Advancement of African Americans in Film, a eu lieu le 13 février 2014, et a récompensé les personnalités et des œuvres afro-américaines réalisées l'année précédente,.

## Nominations

### Cinéma

#### Meilleur film
- Twelve Years a Slave
  - 42
  - Fruitvale Station
  - Mandela : Un long chemin vers la liberté (Mandela: Long Walk to Freedom)
  - Le Majordome (Lee Daniels' The Butler)

#### Meilleur réalisateur
- Steve McQueen pour Twelve Years a Slave
  - Ryan Coogler pour Fruitvale Station
  - Lee Daniels pour Le Majordome (Lee Daniels' The Butler)
  - Malcolm D. Lee pour The Best Man Holiday
  - George Tilman Jr. pour The Inevitable Defeat of Mister & Pete

#### Meilleur acteur
- Chiwetel Ejiofor pour le rôle de Solomon Northup dans Twelve Years a Slave
  - Idris Elba pour le rôle de Nelson Mandela dans Mandela : Un long chemin vers la liberté (Mandela : Long Walk to Freedom)
  - Michael B. Jordan pour le rôle d'Oscar dans Fruitvale Station
  - Isaiah Washington pour le rôle de John Allen Muhammad dans Blue Caprice
  - Forest Whitaker pour le rôle de Cecil Gaines dans Le Majordome (Lee Daniels' The Butler)

#### Meilleure actrice
- Danai Gurira pour le rôle d'Adenike Balogun dans Mother of George
  - Halle Berry pour le rôle de Jordan dans The Call
  - Rosario Dawson pour le rôle d'Elizabeth Lamb dans Trance
  - LisaGay Hamilton pour le rôle de Bernice dans Go for Sisters
  - Nia Long pour le rôle de Jordan Armstrong dans The Best Man Holiday

#### Meilleur acteur dans un second rôle
- Barkhad Abdi pour le rôle d'Abduwali Muse dans Capitaine Phillips (Captain Phillips)
  - David Oyelowo pour le rôle de Louis Gaines dans Le Majordome (Lee Daniels' The Butler)
  - Nate Parker pour le rôle de Sweetie dans Les Amants du Texas (Ain’t Them Bodies Saints)
  - Tequan Richmond pour le rôle de Lee dans Blue Caprice
  - Keith Stanfield pour le rôle de Marcus dans States of Grace (Short Term 12)

#### Meilleure actrice dans un second rôle
- Lupita Nyong’o pour le rôle de Patsey dans Twelve Years a Slave
  - Melonie Diaz pour le rôle de Sophina dans Fruitvale Station
  - Naomie Harris pour le rôle de Winnie Mandela dans Mandela : Un long chemin vers la liberté (Mandela : Long Walk to Freedom)
  - Octavia Spencer pour le rôle de Wanda dans Fruitvale Station
  - Oprah Winfrey pour le rôle de Gloria Gaines dans Le Majordome (Lee Daniels' The Butler)

#### Meilleur scénario original ou adapté
- Twelve Years a Slave – John Ridley
  - Black Nativity – Kasi Lemmons
  - The Best Man Holiday – Malcolm D. Lee
  - Fruitvale Station – Ryan Coogler
  - The Inevitable Defeat of Mister & Pete – Michael Starburry

#### Meilleure musique de film
- Twelve Years a Slave – Hans Zimmer
  - 42 – Mark Isham
  - The Best Man Holiday – Stanley Clarke
  - Fruitvale Station – Ludwig Göransson
  - Le Majordome (Lee Daniels' The Butler) – Rodrigo Leao

#### Meilleure chanson originale
- "Desperation" interprétée par Judith Hill – Twenty Feet from Stardom
  - "Happy" interprétée par Pharrell Williams – Moi, moche et méchant 2 (Despicable Me 2)
  - "In the Middle of the Night" interprétée par Fantasia Barrino – Le Majordome (Lee Daniels' The Butler)
  - "Queen of the Field (Patsey’s Song)" interprétée par Alicia Keys – Twelve Years a Slave
  - "You and I Ain’t No More" interprétée par Gladys Knight – Le Majordome (Lee Daniels' The Butler)

#### Meilleur ensemble
- Twelve Years a Slave
  - 42
  - The Best Man Holiday
  - Fruitvale Station
  - Le Majordome (Lee Daniels' The Butler)

#### Meilleur film documentaire
- Twenty Feet from Stardom – Morgan Neville
  - Free Angela and All Political Prisoners – Shola Lynch
  - God Loves Uganda – Roger Ross Williams
  - The Trials of Muhammad Ali – Bill Siegel
  - Venus & Serena – Maiken Baird et Michelle Major

#### Meilleur film étranger
- Rebelle (War Witch) •  Canada
  - Better Mus Come •  Jamaïque
  - Home Again •  Canada
  - Nairobi Half Life •  Kenya
  - Storage 24 •  Royaume-Uni

#### Outstanding Breakthrough Actor Performance
- Barkhad Abdi pour le rôle d'Abduwali Muse dans Capitaine Phillips (Captain Phillips)
  - Chadwick Boseman pour le rôle de Jackie Robinson dans 42
  - Skylan Brooks pour le rôle de Mister dans The Inevitable Defeat of Mister & Pete
  - Tequan Richmond pour le rôle de Lee dans Blue Caprice
  - Keith Stanfield pour le rôle de Marcus dans States of Grace (Short Term 12)

#### Outstanding Breakthrough Actress Performance
- Lupita Nyong’o pour le rôle de Patsey dans Twelve Years a Slave
  - Melonie Diaz pour le rôle de Sophina dans Fruitvale Station
  - Danai Gurira pour le rôle d'Adenike Balogun dans Mother of George
  - Lindiwe Matshikiza pour le rôle de Zindzi Mandela dans Mandela : Un long chemin vers la liberté (Mandela : Long Walk to Freedom)
  - Tashiana Washington pour le rôle de Sofia dans Gimme the Loot

#### Outstanding Voice Performance
- Samuel L. Jackson voix de Whiplash dans Turbo (20th Century Fox)
  - Keith David voix du Chef Broadbeak dans Free Birds (Relativity Media)
  - Snoop Dogg voix de Smoove Move dans Turbo (20th Century Fox)
  - Beyonce Knowles voix de la Reine Tara dans Epic : La Bataille du royaume secret (Epic) (20th Century Fox)
  - Maya Rudolph voix de Burn dans Turbo (20th Century Fox)

### Indépendant

#### Meilleur film indépendant
- Blue Caprice
  - An Oversimplification of Her Beauty
  - Go for Sisters
  - Mother of George
  - Things Never Said

#### Meilleur documentaire indépendant
- The New Black
  - Africa: The Beat
  - I Want My Name Back
  - Lenny Cooke
  - Unheard: Black Women in Civil Rights

#### Meilleur court-métrage indépendant
- Black Girl in Paris
  - African Cowboy
  - A Different Tree
  - Sweet Honey Child
  - They Die by Dawn

### Télévision

#### Meilleur téléfilm ou mini-série
- Mike Tyson: Undisputed Truth – Emily Cohen
  - Being Mary Jane – Claire Brown
  - Betty and Coretta – Yves Simoneau et Jacqueline Lavoie
  - CrazySexyCool: The TLC Story – Bill Diggins, Lyyn Hylden, Maggie Malina, Rozonda “Chili” Thomas, Tionne “T-Boz Watkins”
  - The Watsons Go to Birmingham – Philip Kleinbart, Tonya Lewis Lee, Nikki Silver

#### Meilleur réalisateur d'un téléfilm ou une mini-série
- Spike Lee – Mike Tyson: Undisputed: Truth
  - Salim Akil – Being Mary Jane
  - Rockmond Dunbar – Pastor Brown
  - Kenny Leon (en) – The Watsons Go to Birmingham
  - Charles Stone III (en) – CrazySexyCool: The TLC Story

#### Meilleur acteur dans un téléfilm ou une mini-série
- Chiwetel Ejiofor pour le rôle de Louis dans Dancing on the Edge
  - Keith David pour le rôle de Pastor Brown dans Pastor Brown
  - Omari Hardwick pour le rôle de Earl dans A Christmas Blessing
  - Ernie Hudson pour le rôle de Deacon Harold Todd dans Pastor Brown
  - Mike Tyson pour son propre rôle dans Mike Tyson: Undisputed Truth

#### Meilleure actrice dans un téléfilm ou une mini-série
- Anika Noni Rose pour le rôle de Wilona dans The Watsons Go to Birmingham
  - Angela Bassett pour le rôle de Coretta Scott King dans Betty and Coretta
  - Keke Palmer pour le rôle de Rozanda 'Chilli' Thomas dans CrazySexyCool: The TLC Story
  - Gabrielle Union pour le rôle de Mary Jane Paul dans Being Mary Jane
  - Salli Richardson-Whitfield pour le rôle de Jessica 'Jesse' Brown dans Pastor Brown

#### Meilleur acteur dans un second rôle dans un téléfilm ou une mini-série
- Omari Hardwick pour le rôle d'Andre Daniels dans Being Mary Jane
  - Richard Brooks pour le rôle de Patrick Patterson dans Being Mary Jane
  - Danny Glover pour le rôle de Justice Thurgood Marshall dans Muhammad Ali's Greatest Fight
  - Wood Harris pour le rôle de Daniel dans The Watsons Go to Birmingham
  - Ernie Hudson pour le rôle de Percy dans Call Me Crazy: A Five Film

#### Meilleure actrice dans un second rôle dans un téléfilm ou une mini-série
- Octavia Spencer pour le rôle du Dr Nance dans Call Me Crazy: A Five Film
  - Loretta Devine pour le rôle de Doris dans Saving Westbrook High
  - Audra McDonald pour le rôle de la Mère supérieure dans La Mélodie du bonheur (The Sound of Music Live!)
  - Nicole Ari Parker pour le rôle de Tonya Copeland Brown dans Pastor Brown
  - LaTonya Richardson pour le rôle de Grandma Sands dans The Watsons Go to Birmingham

#### Meilleur scénario original ou adapté dans un téléfilm ou une mini-série
- Being Mary Jane – Mara Brock Akil
  - Pastor Brown – Rhonda Baraka
  - The Watsons Go to Birmingham – Caliope Brattlestreet, Stephen Glantz et Tonya Lee Lewis
  - CrazySexyCool: The TLC Story – Kate Lanier
  - The Watsons Go to Birmingham – Kiki Tyson

#### Meilleur documentaire pour la télévision
- Whoopi Goldberg Presents Moms Mabley – George Schlatter
  - Dark Girls – Bill Duke et Dr. Channsin Berry
  - Jimi Hendrix: Hear My Train A Comin – Bob Smeaton
  - Made in America – Ron Howard
  - Venus vs. – Ava DuVernay